# Scurrula chingii
Scurrula chingii là một loài thực vật có hoa trong họ Loranthaceae. Loài này được (W.C. Cheng) H.S. Kiu miêu tả khoa học đầu tiên năm 1983.